# Eriogonum evanidum
Eriogonum evanidum là một loài thực vật có hoa trong họ Rau răm. Loài này được Reveal mô tả khoa học đầu tiên năm 2004.